# 特雷斯湖
54°42′4″N 9°28′55″E / 54.70111°N 9.48194°E

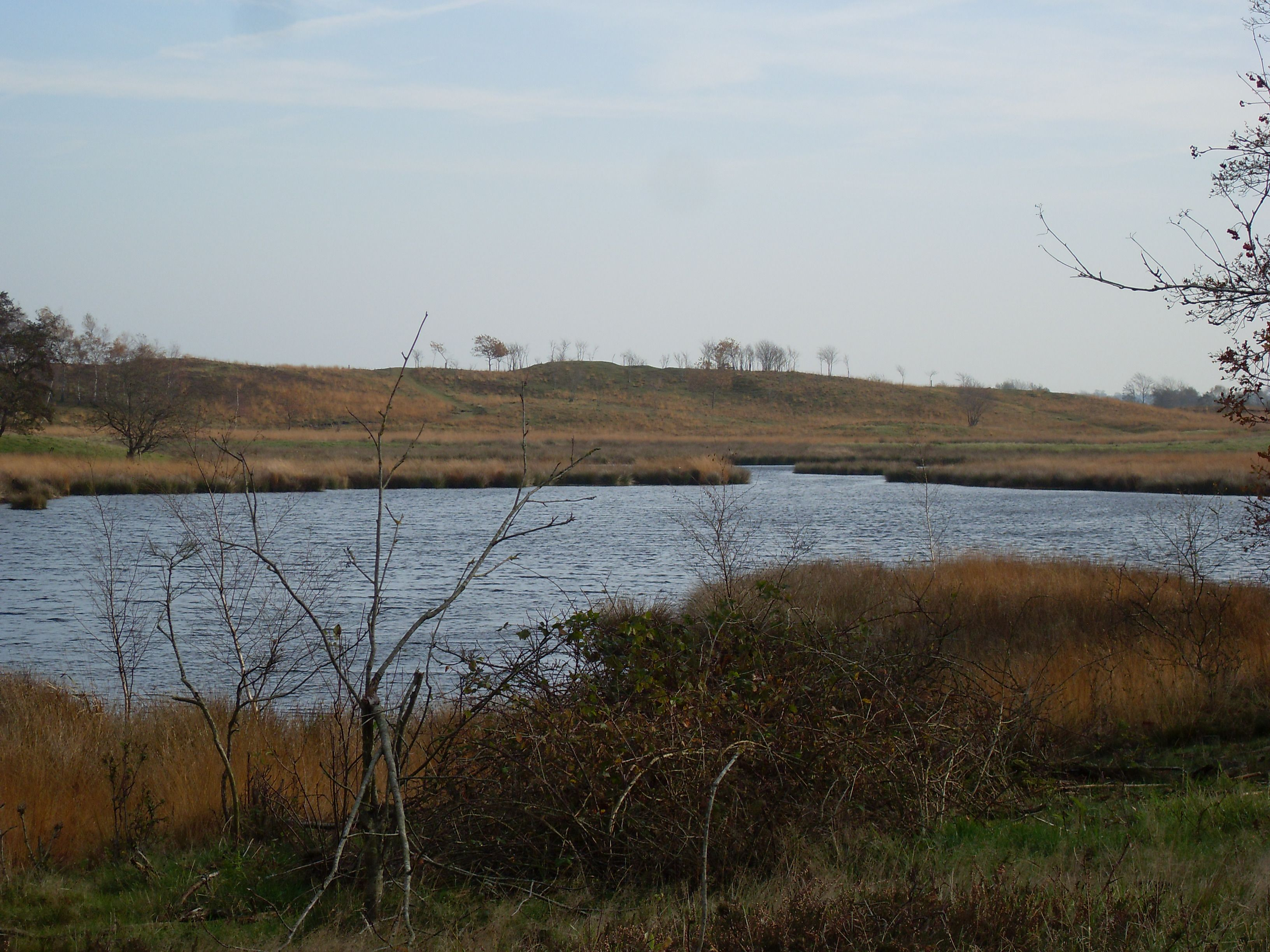

特雷斯湖（德語：Treßsee），是德國的湖泊，位於該國北部石勒蘇益格-荷爾斯泰因州，由石勒蘇益格-弗倫斯堡縣負責管轄，面積1.77平方公里，海拔高度24米，最大水深1.6米，水體容量11萬立方米，湖岸線長度1.8公里。